# Gnoma agroides
Gnoma agroides là một loài bọ cánh cứng trong họ Cerambycidae.